# Neiraga baibarana
Neiraga baibarana är en fjärilsart som beskrevs av Matsumura 1931. Neiraga baibarana ingår i släktet Neiraga och familjen snigelspinnare. Inga underarter finns listade i Catalogue of Life.